# Fuchuan
Der Autonome Kreis Fuchuan der Yao (chinesisch 富川瑶族自治县, Pinyin Fùchuān Yáozú zìzhìxiàn; Zhuang Fuconh Yauzcuz Swciyen) ist ein autonomer Kreis der Yao im Autonomen Gebiet Guangxi der Zhuang-Nationalität in der Volksrepublik China. Fuchuan gehört zum Verwaltungsgebiet der bezirksfreien Stadt Hezhou. Die Fläche beträgt 1.527 Quadratkilometer und die Einwohnerzahl 273.000 (Stand: Ende 2018).